# Elleriana bilunata
Genre
Synonymes
- Elleria Piza, 1947 nec Raymond, 1944

Espèce
Synonymes
- Elleria bilunata Piza, 1947

Elleriana bilunata, unique représentant du genre Elleriana, est une espèce d'opilions laniatores de la famille des Cosmetidae.

## Distribution
Cette espèce est endémique du Mato Grosso do Sul au Brésil. Elle se rencontre vers Três Lagoas.

## Description
La femelle holotype mesure 4 mm.

## Systématique et taxinomie
Cette espèce a été décrite sous le protonyme Elleria bilunata par Walker en 1928. Le nom Elleria Piza, 1947 étant préoccupé par Elleria Raymond, 1944, il est remplacé par Elleriana par Kury en 2003.

## Étymologie
Ce genre est nommé en l'honneur de Helia Eller Monteiro Soares,.

## Publications originales
- Piza, 1947 : « Resultado do estudo de um pequeno lote de opiliões. » Anais da Escola Superior de Agricultura Luiz de Queiroz, vol. 4, no 67, p. 264–267.
- Kury, 2003 : « Annotated catalogue of the Laniatores of the New World (Arachnida, Opiliones). » Revista Ibérica de Aracnología, vol. 1 especial monográfico, p. 1–337 (texte intégral).